# Ланци
„Ланци“ је југословенски филм из 1979. године. Режирао га је Стево Жигон, а сценарио су писали Милутин Бојић и Стево Жигон

## Улоге
| Глумац              | Улога                  |
| ------------------- | ---------------------- |
| Војислав Брајовић   | Јован Кадић            |
| Мирко Буловић       | Поручник               |
| Љубомир Ћипранић    |                        |
| Мерима Исаковић     | Загорка                |
| Иво Јакшић          |                        |
| Борис Мацесић       |                        |
| Ирфан Менсур        | Драгутин               |
| Жарко Радић         | доктор филозофије Иван |
| Јадранка Селец      | Спасенија              |
| Олга Спиридоновић   | Госпођа Ђурђевић       |
| Марко Тодоровић     | професор Стеван        |
| Миодраг Веселиновић |                        |
| Јелена Жигон        |                        |